# Episodi de La tata (sesta stagione)
La sesta e ultima stagione della serie TV La tata è andata in onda negli USA tra il 1998 e il 1999.
| nº | Titolo originale                     | Titolo italiano                              | Prima TV USA      | Prima TV Italia  |
| -- | ------------------------------------ | -------------------------------------------- | ----------------- | ---------------- |
| 1  | The Honeymoon's Overboard            | Luna di miele senza Ukulele                  | 30 settembre 1998 |                  |
| 2  | Fran Gets Shushed                    | È una promessa: tata dimessa                 | 7 ottobre 1998    |                  |
| 3  | Once a Secretary, Always a Secretary | Mamma, che tata!                             | 14 ottobre 1998   |                  |
| 4  | Sara's Parents                       | Nonni evitati, tutti adottati                | 21 ottobre 1998   |                  |
| 5  | Maggie's Boyfriend                   | Quando l'amore si mette in posa              | 28 ottobre 1998   |                  |
| 6  | I'm Pregnant                         | Un baby per la tata                          | 4 novembre 1998   |                  |
| 7  | Mom's the Word                       | Mamma... in bocca                            | 11 novembre 1998  |                  |
| 8  | Making Whoopi                        | Caccia all'ovulo                             | 18 novembre 1998  |                  |
| 9  | Oh, Say, Can You Ski?                | Una gravidanza coi fiocchi                   | 25 novembre 1998  |                  |
| 10 | The Hanukkah Story                   | Una Tata miracolosa                          | 16 dicembre 1998  |                  |
| 11 | The In-Law Who Came Forever          | Sfratto, dolce e caffè                       | 6 gennaio 1999    |                  |
| 12 | The Fran in the Mirror               | Specchio specchio delle mie tate             | 20 gennaio 1999   |                  |
| 13 | The Yummy Mummy                      | Una tata all'università                      | 3 febbraio 1999   |                  |
| 14 | California Here We Come              | California, arriviamo                        | 31 marzo 1999     |                  |
| 15 | Ma'ternal Affairs                    | Come ti riconquisto, la zia!                 | 2 aprile 1999     |                  |
| 16 | The Producers                        | Due produttori... di guai                    | 9 aprile 1999     |                  |
| 17 | The Dummy Twins                      | Genitori in prova                            | 16 aprile 1999    |                  |
| 18 | Yetta's Letters                      | Lotta all'ultima Yetta                       | 16 aprile 1999    |                  |
| 19 | Maggie's Wedding                     | Confetti e... doloretti                      | 23 aprile 1999    |                  |
| 20 | The Baby Shower                      | Una bionda esplosiva                         | 23 aprile 1999    |                  |
| 21 | The Finale - Part I & II             | L'ultima pun... tata (prima e seconda parte) | 12 maggio 1999    | 14 febbraio 2000 |
| 22 | The Finale - Part I & II             | L'ultima pun... tata (prima e seconda parte) | 12 maggio 1999    | 14 febbraio 2000 |

## Luna di miele senza Ukulele
- Titolo originale: The Honeymoon's Overboard
- Diretto da: Peter Marc Jacobson
- Scritto da: Frank Lombardi

### Trama
Francesca, sporgendosi troppo, viene sbalzata fuori dalla nave in cui si trova con Maxwell per la luna di miele e lui, per salvarla, si butta in mare. I due vengono trasportati dalle onde in un'isola deserta. 
 Qui i due devono imparare a sopravvivere senza tutte le comodità a cui erano abituati, mentre la famiglia è preoccupata per la loro sorte. Il signor Sheffield viene punto da un insetto e Francesca è costretta a soccorrerlo. In seguito, mentre sperano di essere presto recuperati, i due si lasciano andare alla passione. Poco dopo, grazie alle urla di piacere di Francesca, i due vengono avvistati dall'aereo di C.C., e ritornano a casa sani e salvi.
- Guest Star: Renée Taylor (zia Assunta), Lisa Stanley (1º reporter), James Edson (2º reporter), Ray Abruzzo (pilota di elicottero)

## È una promessa: tata dimessa
- Titolo originale: Fran Gets Shushed
- Diretto da: Peter Marc Jacobson
- Scritto da: Caryn Lucas

### Trama
La passione tra Francesca e Maxwell è molto alta. Francesca, però, durante i preliminari sembra essere troppo rumorosa e Maxwell le chiede di essere più dimessa per non far sentire a tutta la casa i loro amplessi. Francesca non prende bene questa critica e in preda alla rabbia, torna da zia Assunta. La zia dà alla nipote dei suggerimenti su come rendere meno rumorosi i suoi incontri amorosi, anche se tutti sembrano inutilizzabili, Francesca si convince ad essere più silenziosa, ma anche Maxwell era disposto ad essere meno ingessato. 
 In seguito alla loro riappacificazione, Francesca accompagna il marito ad un importante serata organizzata da un possibile nuovo cliente di Maxwell. La serata inizia bene, ma, quando i due si chiudono in bagno per festeggiare, Sheffield chiede alla moglie di uscire per poter espletare i suoi bisogni fisici, Francesca, però, è molto stupita da questa richiesta perché vorrebbe che il marito si sentisse libero di potere fare pipì con lei presente, ma Maxwell non sembra essere della stessa idea. Quando Francesca si convince a lasciarlo solo, però, la maniglia della porta del bagno si rompe e i due rimangono chiusi dentro. Maxwell, così, convince la moglie a uscire dalla finestra e rimanere nel cornicione finché lui fa i suoi bisogni. Mentre aspetta che il marito abbia finito, Francesca scivola dal cornicione e atterra su Wendell Kent, il cliente di Maxwell, uccidendolo. 
 La moglie del defunto lascia i diritti del dramma del marito a Andrew Lloyd Webber e Maxwell, inizialmente deluso e ammareggiato, ha poi modo di rallegrarsi della cosa perché il dramma è talmente ridicolo da risultare una commedia.
- Guest Star: Renée Taylor (zia Assunta), Rachel Chagall (Lalla), Ray Stricklyn (Wendell Kent)

## Mamma, che tata!
- Titolo originale: Once a Secretary, Always a Secretary
- Diretto da: Peter Marc Jacobson
- Scritto da: Allen J.Zipper

### Trama
Brighton chiede a Francesca di intercedere con il padre per concedergli di fare un viaggio ad Atlantic City; Maxwell non glielo concede e tra i due coniugi sembra rinascere la vecchia disputa tra tata e padrone. Francesca si confronta con le zie Assunta e Yetta e capisce che il suo ruolo di tata le manca, allo stesso tempo, discutendo con Lalla, si rende conto che ora è la moglie del suo ex datore di lavoro e decide di assumere una nuova tata e dedicarsi alla vita di una moglie di un uomo ricco. 
 Francesca si reca così al Country Club e qui cerca in qualche modo di integrarsi tra i vari iscritti, non riuscendoci perché il suo stile di vita è troppo diverso dal loro. 

 Rientrata a casa Francesca si rende conto che i giovani Sheffield, per ragioni diverse, hanno ancora tutti bisogno di lei e perciò capisce che non c'è bisogno di una nuova tata in quanto lei è, anche se in vesti diverse, la figura di affidamento per i tre ragazzi.
- Guest Star: Bob Goen (sé stesso), Renée Taylor (zia Assunta), Rachel Chagall (Lalla), Ann Morgan Guilbert, Marji Martin (tata Bower)

## Nonni evitati, tutti adottati
- Titolo originale: Sara's Parents
- Diretto da: Peter Marc Jacobson
- Scritto da: Jayne Hamil

### Trama
I genitori di Sara, la moglie defunta di Maxwell, sono in città. Francesca fa da subito una bruttissima figura con i due signori, perché, per scherzo, apre l'accappatoio di fronte al marito, non sapendo che i due la stanno guardando dalla porta dell'ingresso. 

Le figuracce di Francesca aumentano a pranzo, quando arriva a far visita agli Sheffield la zia Assunta, che con la sua eccentricità colpisce negativamente sia Ernest che Roberta. Tra i due ex suoceri di Maxwell, è soprattutto Roberta quella a prendere in grande antipatia Francesca. 
 La tata è molto preoccupata per questa situazione e si fa consigliare da Assunta e Lalla. Decisa a non arrendersi, Francesca organizza una serata al karaoke in cui si esibisce con i suoi figliastri. Nonostante Ernest e Roberta abbiano modo di constatare la vicinanza tra i nipoti e la matrigna, i due non si lasciano convincere e abbandonano il locale di karaoke quando, durante una pausa musicale, Francesca rivela al pubblico che ha intenzione di adottare i figliastri. 
 
Rientrata a casa Francesca sembra decisa a smettere di convincere i genitori di Sara della sua bontà d'animo, ma Maggie le fa capire che se i due non accettano che lei possa legalmente adottarli in caso di morte di Maxwell, Brighton e Grace sarebbero affidati ai nonni anziché a lei. 
 Preoccupata da questa eventualità, Francesca parla a cuore aperto ai due signori, dichiarando loro che non ha nessuna intenzione di sostituire la loro figlia come madre dei suoi figli. I nipoti, inoltre, dicono ai nonni che Francesca li aiuta molto a superare la tristezza per la morte della madre e che molto di frequente fa vedere loro delle vecchie riprese di Sara. Ernest e Roberta, profondamente colpiti, danno il loro benestare all'adozione.

 Nel frattempo Yetta, sempre più svanita, scambia più volte Niles per il suo defunto marito, dando vita a diversi siparietti comici e surreali.
- Guest Star: Renée Taylor (zia Assunta), Rachel Chagall (Lalla), Ann Morgan Guilbert, Diane Baker (Roberta), George Coe (Ernest)

## Quando l'amore si mette in posa
- Titolo originale: Maggie's Boyfriend
- Diretto da: Peter Marc Jacobson
- Scritto da: Rick Shaw

### Trama
Maggie ha un nuovo fidanzato. Questa volta la relazione sembra molto stabile, tanto da convincere la ragazza a presentare il giovane alla famiglia. Il ragazzo si chiama Mario, è ciociaro, fa il modello ed è molto attraente. La coppia ha il completo appoggio di Francesca che si scontra con Maxwell che reputa la moglie troppo vicina alla figura di un'amica per Maggie, anziché di una madre. Francesca, nonostante il contrasto con il marito, continua a mantenere la sua linea di comportamento con la figliastra, ma tutto le se ritorce contro quando Maggie confida alla matrigna di aver deciso di andare a convivere con Mario grazie al suo appoggio incondizionato. Quando Maxwell viene a conoscenza della decisione della figlia ordina a Francesca di convincere Maggie a ricredersi.

 La Cacace è molto preoccupata per questa lite con il marito e si confida con le zie Assunta e Yetta. Poco dopo Francesca si reca nell'appartamento di Mario e finge un infarto per convincere Maggie a non vivere con il fidanzato, ma la giovane non cede al tranello e la convince nuovamente a darle la sua benedizione. Quando Francesca sta per andarsene sopraggiunge Maxwell. I due litigano di fronte a Mario e Maggie, la lite porta a una temporanea separazione tra i due e Maggie, molto rattristata da questo, decide di tornare a casa Sheffield per consentire ai genitori di riappacificarsi. Quando Maggie e Mario vanno in camera per preparare le valigie, Maxwell e Francesca si complimentano l'uno con l'altra per il successo del loro piano per far tornare a casa Maggie.
- Guest Star: Renée Taylor (zia Assunta), Rachel Chagall (Lalla), Ann Morgan Guilbert, Andrew Levitas (Mario)

## Un baby per la tata
- Titolo originale: I'm Pregnant
- Diretto da: Peter Marc Jacobson
- Scritto da: Ivan Menchell

### Trama
Mentre rientra a casa con zia Assunta, zia Yetta e Lalla, Francesca scopre Maggie a letto con Mario. Poco dopo la coppia viene sorpresa anche da Maxwell. 
 A causa di ciò a casa c'è molta tensione e Maxwell si scontra con Francesca che rimane sempre troppo permissiva con la figliastra. Mentre cerca di far capire a Maggie della gravità della situazione, la ragazza rivela a Francesca di temere di essere incinta. Francesca acquista così un test di gravidanza per la figliastra, che non dà esito apparentemente. Maxwell scopre tutto e consiglia alla figlia di farsi visitare da una ginecologa. La giovane viene così accompagnata dalla matrigna dalla dottoressa Reynolds. La ginecologa visitando Maggie giunge alla conclusione che non è incinta ma, parlando con Francesca, capisce che la donna potrebbe essere in attesa di un figlio. Per Francesca è una sorpresa positiva e, molto entusiasta, corre a casa per informare il marito di tutto. Maxwell però, la ferma da subito dicendole di essere sollevato dal falso allarme sulla gravidanza della figlia e di essere troppo vecchio per avere di nuovo un bambino in casa e voler godersi la vita di coppia ancora per molto tempo.

 Nel frattempo Niles e C.C. sono di nuovo in lite perché il maggiordomo ha comprato dalla Babcock la sua auto ma si lamenta del fatto che la macchina non è in buone condizioni. Per farsi ridare il denaro speso Niles chiede ad un amico di fingersi un collezionista interessato all'auto della Babcock. L'amico chiede così a C.C. di venderle la macchina per il doppio del prezzo a cui l'ha venduta a Niles. La donna accetta da subito, non sapendo che non riceverà nemmeno un centesimo dopo che avrà restituito il denaro al maggiordomo.
- Guest Star: Nora Dunn (dottoressa Reynolds), Renée Taylor (zia Assunta), Rachel Chagall (Lalla), Ann Morgan Guilbert (Yetta), Andrew Levitas (Mario), Steve Posner (amico di Niles)

## Mamma... in bocca
- Titolo originale: Mom's the Word
- Diretto da: Peter Marc Jacobson
- Scritto da: Suzanne Myers e Cody Farley

### Trama
Francesca non sa come dire a Maxwell di aspettare un figlio. La donna ci prova ripetutamente, ma si ferma non appena il marito le ribadisce che lui vuole godersi la vita di coppia con lei, dato che sono sposati da poco tempo. Colta dalla rabbia, Francesca rivela la gravidanza a Maxwell e si rifugia da zia Assunta.

 Sheffield, rimasto solo a casa, si sfoga con Niles e capisce che un figlio da Francesca lo desidera perché molto innamorato di lei. 
 Mentre è al parco che si sfoga con un'altra mamma, Francesca ha un malore e viene ricoverata. Qui la dottoressa Reynolds e il dottor Osborn le annunciano che non aspetta un bambino. Per Francesca e Maxwell, che è appena giunto all'ospedale, è un duro colpo.

 Nel frattempo Brighton e Yetta si perdono reciprocamente dopo essere andati insieme al cinema sotto consiglio di Francesca.
- Guest Star: Nora Dunn (dottoressa Reynolds), Renée Taylor (zia Assunta), Ann Morgan Guilbert (Yetta), Chad Everett (dottor Osborn), Margaret Cho (Caryn)

## Caccia all'ovulo
- Titolo originale: Making Whoopi
- Diretto da: Peter Marc Jacobson
- Scritto da: Suzanne Gangursky

### Trama
Francesca e Maxwell, dopo aver saputo che la gravidanza era un falso allarme, sono decisi ad avere un bambino e hanno frequenti rapporti sessuali per concepirlo. 
 Sotto consiglio della dottoressa Reynolds, constata anche la sua vicina depressione, Francesca cerca di capire i giorni più fertili e si fa convincere ad avere pochi rapporti sessuali fino a quei giorni per avere più possibilità di concepire. 
 Nel frattempo, grazie al fortuito forfait di Andrew Lloyd Webber, Maxwell viene invitato a Hollywood Squares. Mentre registrano il programma ed è fra il pubblico con Lalla, Yetta e Assunta, Francesca scopre di essere in ovulazione. Colta dalla frenesia e dall'asia di concepire, Francesca si fa largo fra i vari ospiti dello show fino ad arrivare a Maxwell. I due hanno un rapporto sessuale nel camerino di Whoopi Goldberg.
Nel frattempo, mangiando dei biscotti che erano riservati a Maxwell per incentivare il suo appetito sessuale, C.C. e Niles provano un'attrazione particolare l'uno per l'altra, che si spegne non appena l'effetto dei biscotti si consuma.
- Guest Star: Whoopi Goldberg (sé stessa), Coolio (sé stessa), Estelle Getty (sé stessa), Howie Mandel (sé stesso), Martin Mull (sé stesso), Caroline Rhea (sé stessa), Rita Rudner (sé stessa), Bruce Vilanch (sé stesso), Tom Bergeron (sé stesso), Nora Dunn (dottoressa Reynolds), Renée Taylor (zia Assunta), Rachel Chagall (Lalla), Ann Morgan Guilbert (Yetta), Tacey Adams (concorrente di Hollywood Squares)

## Una gravidanza coi fiocchi
- Titolo originale: Oh, Say, Can You Ski?
- Diretto da: Peter Marc Jacobson
- Scritto da: Dan & Jay Amernick

### Trama
Maxwell viene invitato ad Aspen ad un galà in cui saranno presenti il Presidente Bill Clinton e la moglie Hillary. L'evento sarà un buon espediente per distrarre un po' Francesca dalla sua preoccupazione per non riuscire a rimanere incinta. 

 Con il benestare della dottoressa Reynolds, Francesca e Maxwell partono per la montagna con tutta la famiglia. Niles, che era felicissimo perché finalmente poteva farsi coccolare dal servizio in camera, è costretto a rinunciarvi per accudire C.C., che si è fratturata una gamba e un braccio cadendo dal taxi all'arrivo ad Aspen.
Confidandosi con zia Assunta e Lalla, Francesca rivela che utilizzerà la vacanza ad Aspen per rilassare Maxwell e consentirgli, così, di procreare con più facilità.

 Il galà con i Clinton si rivelerà un successo per Francesca, meno per Maxwell che, colto dall'emozione, farà una goffa figuraccia. La parlantina e l'estrosità di Francesca conquistano il Presidente, che invita la Cacace a sciare con lui e la moglie qualche giorno dopo. La cosa preoccupa molto Francesca, dato che non sa sciare. Per Maxwell, l'invito sarà invece un ottimo espediente per convincere i Clinton a consentirgli di utilizzare un'area riservata al governo per una sua rappresentazione teatrale.

 Mentre con insuccesso Maxwell insegna a Francesca come sciare, i due si perdono e finiscono in una piccola grotta, dove, aspettando i soccorsi, si lasciano andare alla passione. 
 Il rimanere così al lungo al freddo porta a Francesca un brutto raffreddore, che le fa temere di non poter partecipare alla giornata sciistica con i Clinton.
Mentre si sta recando con la guardia del corpo Chris dai Clinton, Francesca riceve una chiamata dal dottore cui aveva chiesto dei farmaci per il suo raffreddore, che la informa che aspetta un bambino. Francesca, molto entusiasta, ritorna subito da Maxwell e lo informa della lieta notizia.
- Guest Star: Chris Elliott (guardia del corpo Chris), Renée Taylor (zia Assunta), Rachel Chagall (Lalla), Timothy Watters (Presidente Bill Clinton), Teresa Barnwell (Hillary Clinton), Nora Dunn (dottoressa Reynolds)

## Una Tata miracolosa
- Titolo originale: The Hanukkah Story
- Diretto da: Peter Marc Jacobson
- Scritto da: Ivan Menchell e Matthew J.Berman

### Trama
Francesca si appresta a festeggiare il Natale con la sua nuova famiglia. Per l'occasione si presenta a casa Sheffield la sorella di Maxwell, Jocelyn, che però è in città solo per incontrare la sua nuova fiamma, che lascerà dopo poco. 
 I piani della tata, però, vengono scombinati perché non ricorda che Maxwell deve recarsi a Boston per lavoro con C.C., e che porterà con lui anche Grace. 
 Molto delusa, Francesca cerca di convincere il marito a rimandare il viaggio, ma lui la rassicura dicendole che tornerà per il pranzo di Natale. Sempre amareggiata, Francesca si sfoga con le zie e Lalla. La Cacace ricorda i suoi passati natali in cui, con zia Assunta, non riusciva mai a passare un Natale con tutta la sua famiglia al completo. 
 Nel frattempo Grace fa riflettere sia Maxwell che C.C. e fa capire loro che a entrambi manca qualcuno, a Maxwell manca la moglie e a C.C. mancano i litigi con Niles; Maxwell ripensa ai suoi vecchi natali, quando da solo a casa con il padre veniva puntualmente deluso dalla lontananza fisica e psicologica di tutti i membri della famiglia, così, si convince a ritornare a casa, ma, durante il viaggio, ha un incidente stradale proprio mentre avvisa Francesca del loro ritorno.

 I tre sono dispersi e Francesca si preoccupa molto perché non ha alcuna loro notizia. La donna finisce con il pregare Dio e, mentre si dispera nel giardino di casa incontra una suora e, insieme, pregano affinché Maxwell e Grace rientrino a casa. In quel momento, i due ritornano e riabbracciano la famiglia.
Il Natale in casa Sheffield viene quindi festeggiato con tutti gli Sheffield, zia Assunta, Yetta, Lalla, C.C. e Niles che intonano un canto natilizio mentre Sammy suona per loro il pianoforte.

 L'episodio termina con l'arrivo di tre proiezioni di Niles, Francesca e Maxwell da bambini che vedono il loro Natale futuro. Francesca e Maxwell sono felicissimi di dove sono arrivati mentre Niles viene molto deluso quando scopre di essere diventato un maggiordomo anziché un penalista ma si consola non appena vede arrivare C.C., che definisce una sventola.
- Guest Star: Ray Charles (Sammy), Renée Taylor (zia Assunta), Rachel Chagall (Lalla), Ann Morgan Guilbert (Yetta), Sophie Ward (Jocelyn Sheffield), Donna Hardy (suora), Jamie Renée Smith (Francesca da piccola), Christopher Marquette (Maxwell da piccolo), Preston Wamsley (Niles da piccolo).[1]

## Sfratto, dolce e caffè
- Titolo originale: The In-Law Who Came Forever
- Diretto da: Peter Marc Jacobson
- Scritto da: Dan Passman, Michael Scalisi e Rick Shaw

### Trama
Zia Frida, seccata per non essere stata invitata al matrimonio di Francesca a causa di Assunta, compra il palazzo della cognata e le sottoscrive lo sfratto. Assunta, amareggiata, chiede aiuto alla nipote e, in fretta e furia, la ringrazia per ospitarla a casa sua. Gli zii di Francesca si trasferiscono così a casa Sheffield, con l'iniziale disappunto di Maxwell. 
 La presenza di Assunta si rivelerà infatti apparentemente gradita al genero, che viene coccolato e viziato dalla suocera. Francesca rimane molto sorpresa dalla vicinanza tra Maxwell e la zia e Niles le spiega che probabilmente ciò è dovuto al fatto che Sheffield è sempre stato trascurato dalla sua famiglia d'origine e quindi vede in Assunta la madre premurosa che non ha mai avuto. Francesca, che non vuole che il pernottamento degli zii nella sua casa diventi permanente, diventa molto più attenta ai bisogni del marito, tanto che lui le chiede quale sia il motivo. Dopo che ha ricevuto le spiegazioni, Maxwell le risponde che non desidera che gli zii della moglie rimangono a lungo e che se avesse veramente voluto quelle attenzioni avrebbe sposato Niles, che non gli fa mancare nulla. 
 Francesca, così, escogita un piano per far riappacificare zia Assunta e zia Frida. La donna monta un filmato del suo matrimonio in cui, in alcuni spezzoni appare Frida, anche nelle vesti di cantante. Assunta, a modo suo, chiede così scusa alla cognata che la fa tornare nel suo appartamento. 
 Nel frattempo Niles è in comica competizione con Mario, che è stato assunto da Maxwell e C.C. come nuovo modello virile per una locandina di un nuovo spettacolo di teatro.
- Guest Star: Lainie Kazan (zia Frida), Renée Taylor (zia Assunta), Andrew Levitas (Mario)

## Specchio specchio delle mie tate
- Titolo originale: The Fran in the Mirror
- Diretto da: Jennifer Reed
- Scritto da: Chandler Evans e Jayne Hamil

### Trama
Rodney Pembroke, uno dei migliori amici di Maxwell, è in città e va in visita dall'amico. I due ritrovano la loro vecchia sintonia e l'amico chiede a Sheffield un finanziamento che Maxwell puntualmente gli offre. Sheffield però parte prima di firmargli l'assegno. Rodney, così, chiede a Francesca di firmare al posto del marito. La tata firma senza esitazione, anche contro il parere di C.C..
Poco dopo aver posto la firma sull'assegno, Francesca viene a sapere da Jocelyn, la sorella di Maxwell, che Rodney è sul lastrico e la Cacace, terrorizzata, teme che Pembroke li abbia truffati. C.C. gioisce delle disavventure della tata e attende il ritorno di Maxwell per rivelargli tutto. 
 Nel frattempo Francesca chiede a Rodney di restituirle il denaro, ma l'uomo la convince che il denaro gli serve per un investimento che farà guadagnare del denaro anche a loro. Francesca è indecisa, ma un magico specchio che proietta la sua coscienza la fa convincere a lasciare il denaro a Rodney. Al ritorno di Maxwell, l'uomo si infuria con la moglie per aver prestato del denaro ad un uomo in bancarotta e, insieme a lei, si reca da Rodney per riavere il denaro. Giunti all'abitazione di Pembroke, però, vengono a sapere che il loro denaro è stato investito e ha reso, in poche ore, già la metà del denaro investito.

 Niles, saputo della morte di un suo vecchio parente, è felice perché crede di ereditare una fortuna e comincia a fare spese folli. Non appena viene a sapere però che il parente era in realtà pieno di debiti, il maggiordomo è costretto a farsi assumere nella caffetteria in cui lavora Lalla per riuscire a pagare le spese che aveva fatto poco prima.

 Grace cerca di entrare in una facoltosa scuola, destinata a degli studenti modello. Francesca la aiuta, fingendosi plurilaureata e imparentata con persone di rilievo. Le menzogne di Rodney e lo specchio che proietta la sua coscienza, però, la fanno ricredere e la donna rivela la verità alla signora che si occupa delle iscrizioni degli studenti. Detta la verità, la signora rivela a Francesca che, in ogni caso, Grace non è stata ammessa perché cercano una ragazza della bassa borghesia e non la figlia di un miliardario.
- Guest Star: Renée Taylor (zia Assunta), Rachel Chagall (Lalla), Maxwell Caufield (Rodney Pembroke), Sophie Ward (Jocelyn Sheffield), Susan Krebs

## Una tata all'università
- Titolo originale: The Yummy Mummy
- Diretto da: Peter Marc Jacobson
- Scritto da: Suzanne Meyrs e Cody Farley

### Trama
Per distrarsi dalla prossima ecografia che le dirà il sesso del bambino, sotto consiglio di Lalla, Francesca accompagna Brighton a visitare le varie università. La prima scelta è Harvard. Qui, mentre Francesca parla con il rettore, Brighton litiga con alcuni allievi per come parlano della sua matrigna. 
 Rientrati a casa, Brighton chiede alla tata di non accompagnarlo più alle visite all'università perché non vuole più sentire parlare di lei in quel modo. Francesca si fa convincere da C.C. che gli allievi l'abbiano insultata perché poco elegante ed ignorante, la donna, così, ci rimane molto male. 
 Francesca si sfoga con Maxwell e con Assunta, ma sarà l'attrice Lynn Redgrave a darle un aiuto inaspettato. Giunta a casa Sheffield per un appuntamento con Maxwell, la Redgrave, dapprima un po' indispettita per l'atteggiamento troppo espansivo di Francesca, si lascerà poi convincere ad aiutarla grazie ad alcune lusinghe. I consigli dell'attrice, però, non serviranno a Francesca perché Brighton le rivelerà che gli allievi non l'avevano insultata per la sua ignoranza ma bensì troppo ammirata per la sua avvenenza. Francesca ne è colpita positivamente. 
 Recatasi con Maxwell all'ecografia, Francesca viene a sapere dalla dottoressa Reynolds di attendere due gemelli, un maschio e una femmina. I due coniugi ne sono entusiasti.

 Niles, intanto, è molto triste perché C.C. ha un nuovo compagno che la maltratta e la denigra come lui ha sempre fatto. La Babcok sembra molto felice della nuova relazione e Niles capisce di provare qualcosa per lei. Sotto consiglio di Maxwell, Niles si convince a farsi avanti. Poco prima della dichiarazione d'amore, però, C.C. rivela al maggiordomo di essere stata lasciata da Colin e, così, Niles rinuncia a dichiararsi.
- Guest Star: Lynn Redgrave (sé stessa), Renée Taylor (zia Assunta), Rachel Chagall (Lalla), James McDonnell (Colin), Dakin Matthews (rettore di Harvard), Nora Dunn (dottoressa Reynolds)

## California, arriviamo
- Titolo originale: California, Here We Came
- Diretto da: Peter Marc Jacobson
- Scritto da: Suzanne Gangursky e Mary Lindes

### Trama
Francesca è al settimo cielo per l'attesa dei suoi due gemelli, inoltre, a Maxwell viene offerta la possibilità di rendere film un dramma teatrale da lui prodotto. Francesca è molto contenta per il marito e lo è ancora di più quando l'uomo le prospetta che la produzione del film sarà a Los Angeles e che perciò dovranno trasferirsi lì. L'unica preoccupazione di Francesca a questa eventualità è dare un dispiacere a zia Assunta che, però, quando lo viene a sapere, sembra esserne felice e apparentemente indifferente.

Mentre è in visita da quella che potrebbe essere la sua vicina, l'attrice Donna Douglas, Francesca viene da lei consigliata sul fatto che zia Assunta potrebbe fingere indifferenza ma in realtà soffrire in silenzio. Parlandone con Maxwell e il produttore del film, Francesca viene convinta ad offrire agli zii l'opportunità di abitare in una dépendance della loro nuova dimora. 
 Rientrata a New York, Francesca offre alla zia questa opportunità, ma la donna la rifiuta, dichiarandosi felice del trasferimento della nipote e le augura anche un futuro roseo. Francesca è esterrefatta e si sfoga con Lalla, che le consiglia di parlare a cuore aperto alla zia, rivelandole quanto le mancherebbe.

 Mentre cerca la zia in vari ristoranti e saloni di bellezza in cui crede la si stia riprendendo dal triste annuncio della sua partenza, Francesca viene a sapere dalla centralinista del Chatterbox, il parrucchiere di fiducia zia Assunta, che la donna passa molte ore in ospedale. Francesca, così, si convince che Assunta sia molto malata e la affronta. Mentre discutono, però, Francesca capisce che Assunta non è affatto malata ma ha bensì una relazione con un medico e che non intende per nulla chiuderla.
- Guest Star: Donna Douglas (sé stessa), Hal Linden (Maury Sherry), Renée Taylor (zia Assunta), Rachel Chagall (Lalla), Nancy Massaro (Libby)

## Come ti riconquisto, la zia!
- Titolo originale: Ma'ternal Affairs
- Diretto da: Peter Marc Jacobson
- Scritto da: Frank Lombardi

### Trama
La crisi del matrimonio di zia Assunta preoccupa moltissimo Francesca, tanto da convincere la donna a parlare con il dottore con il quale la zia ha una relazione. Il medico, il dottor Razzo, sembra essere un uomo profondo e gentile, vedovo da anni, che ha conquistato il cuore di zia Assunta, ormai fin troppo infelice per le disattenzioni e la poca cura che il marito Antonio sembra riservarle. 
 Francesca capisce che la crisi matrimoniale è molto profonda e decide di affrontare lo zio. Inizialmente l'uomo sembra incredulo quando la nipote le riferisce l'infelicità della zia ma poi si convince a riconquistarla. Francesca e Maxwell organizzano una cena in un ristorante di lusso con zia Assunta e zio Antonio, nella quale lo zio dovrà cercare di riconquistare la moglie. 
 In un primo momento la serata è un vero disastro, soprattutto dopo che Antonio rivela di essere più romantico solo perché glielo ha ordinato Francesca. Mentre è nel bagno del ristorante, zio Antonio incontra casualmente il dottor Razzo e, dopo l'ingresso di Francesca nella toilette, i due uomini si affrontano. Antonio ammette chiaramente di amare ancora Assunta e di averla trascurata negli ultimi anni, il dottor Razzo consiglia ad Antonio di cercare di riconquistarla, altrimenti lei cercherà altrove le attenzioni di cui ha bisogno. Antonio, così, si convince, e, uscito dal bagno, canta una canzone romantica alla moglie e la invita ad un romantico ballo. 
 Nel frattempo Niles fallisce come attore allo spettacolo teatrale della scuola di Grace a cui partecipano da spettatori tutti gli Sheffield.
- Guest Star: Joseph Bologna (dottor Razzo), Steve Lawrence (zio Antonio), Renée Taylor (zia Assunta), Rachel Chagall (Lalla), Ann Morgan Guilbert (Yetta), Peter Marc Jacobson (comparsa)

## Due produttori... di guai
- Titolo originale: The Producers
- Diretto da: Peter Marc Jacobson
- Scritto da: Chandler Evans, Rick Shaw e Michael Dow

### Trama
Niles rivela a Francesca di aver capito di amare C.C. Babcock. Francesca è un molto stupita da questa dichiarazione, ma inventa un piano affinché l'uomo possa conquistarla. Considerando la netta differenza sociale che divide i due, Francesca consiglia a Niles di avvicinarsi al mondo di C.C.. Il maggiordomo confida alla tata di aver scritto una commedia, ma di non aver mai proposto al signor Sheffield di produrla per paura di un suo rifiuto. Francesca escogita allora un modo per produrre la commedia. 
 Niles e Francesca si fingono Maxwell e la Babcock e cercano dei finanziatori per la commedia, riuscendo, però, solo a prendere una multa per non aver rispettato dei diritti di scrittura. Francesca, così, è costretta a rivelare tutto a Maxwell, che s'infuria. L'uomo, però, riesce comunque ad uscire da questa brutta situazione e lo spettacolo va in scena. 

 Alla fine della prima, a cui partecipano tutti gli Sheffield e i parenti di Francesca, dopo un brindisi, Niles chiede a C.C. di sposarlo, e lei rimane stupefatta.
- Guest Star: Renée Taylor (zia Assunta), Rachel Chagall (Lalla), Ann Morgan Guilbert (Yetta), Anne Lambton (Madeline Porter)

## Genitori in prova
- Titolo originale: The Dummy Twins
- Diretto da: Steve Posner
- Scritto da: Rachel Chagall, Harriet Goldman, Ivan Menchell e Camelia Kath

### Trama
C.C. dà un secco rifiuto alla proposta di matrimonio di Niles, che se la prende con Francesca per averlo spinto a dichiararsi. La tata, però, si difende, spiegandogli che dichiarare l'amore ad una donna non equivale a chiederla in moglie e, insieme al maggiordomo, escogita nuovi piani per conquistare C.C.. Maxwell cerca di dissuadere la moglie ad aiutare Niles perché teme si creino tensioni in casa. 
 
Mentre sono insieme in cucina, C.C. rivela per l'ennesima volta tutto il suo astio a Francesca, ma, questa volta, viene sentita da Maxwell, che le ordina di trattare meglio Francesca altrimenti scioglierà la loro società, C.C., così, è costretta ad essere gentile con la tata che, furbescamente, le chiede di uscire a cena con Niles. 
 La cena tra la Babcok e il maggiordomo si rivelerà un nuovo disastro perché lui le chiederà nuovamente di sposarlo; per prenderlo in giro, C.C. registra anche la proposta di matrimonio in un nastro e, in seguito, lo rifiuta nuovamente. Per Niles è un duro colpo, che lo porta a licenziarsi. Maxwell è arrabbiatissimo con la moglie. 
 Prima che Niles se ne vada, però, il signor Sheffield cerca di appianare le divergenze tra lui e C.C.. La donna promette a Niles di non dire a nessuno quanto accaduto tra loro, ma, quando Niles viene a sapere del nastro con inciso la sua proposta di matrimonio s'infuria con la Babcock dicendole che lui ha avuto il coraggio di cambiare la sua vita, mentre invece lei rimane ancorata ad una vita che la renderà sola e piena di rimpianti per un amore mai sbocciato per un uomo che ha sposato un'altra donna e sta avendo da lei dei bambini. C.C, molto colpita, afferma di aver sprecato i migliori anni della sua vita e, decisa a cambiare, dà anch'ella le dimissioni. 
 Maxwell è estrerefatto ma, mentre cerca nella notte con Francesca di consolare due bambolotti che Margot, la ginecologa sorella della dottoressa Reynolds ha dato loro per fare pratica come genitori, scova nella camera da letto di Niles, il maggiordomo e la sua socia avvinghiati nel letto.
- Guest Star: Rita Rudner (dotteressa Margot), Renée Taylor (zia Assunta), Rachel Chagall (Lalla), Ann Morgan Guilbert (Yetta)

## Lotta all'ultima Yetta
- Titolo originale: Yetta's Letters
- Diretto da: Peter Marc Jacobson, Jennifer Reed e Steve Posner
- Scritto da: Dan & Jay Amernick, Ivan Menchell, Rick Shaw e Bernard Vyzga

### Trama
La scoperta di C.C. e Niles nello stesso letto sconvolge non poco Francesca e Maxwell, che decidono di non rivelare loro di averli visti. La nuova coppia, convinta di essere in incognito, si lascia andare alla passione. C.C. diviene molto più morbida, meno acida e persino gentile con Francesca e Niles più distratto. Entrambi decidono di non licenziarsi. 
 Mentre zia Yetta le fa vedere delle lettere scritte ad un suo amore di gioventù, Francesca si convince che gli scritti potrebbero essere un'ottima trama per un musical teatrale e ne parla con Maxwell. L'uomo sembra non essere convinto. Per un errore di Francesca, che si finge segretaria di Maxwell per negare a Andrew Lloyd Webber di affittare un teatro gestito dal marito, le lettere di Yetta finiscono nelle mani del noto impresario, che decide di utilizzarle per un suo musical. 
 Quando Maxwell viene a saperlo decide di riavere le lettere e chiede ad Assunta, che ha la procura di Yetta, di passarle i diritti. Assunta si fa convincere in un bar di Parigi. L'opera è un gran successo, tanto che si decide di farne anche un film, e la lotta Webber-Sheffield si tramuta in lotta Spielberg-Sheffield.
- Guest Star: Renée Taylor (zia Assunta), Rachel Chagall (Lalla), Ann Morgan Guilbert (Yetta), Sam Mountain (Andrew Lloyd Webber), Isaac Chernotsky (Steven Spielberg), Jared Doud (Riciardo); James Edson, Steve Gideon, Sue Goodman, Hal Robinson, Lizzy Magill, Linda Shayne, Sean Smith, Amy Tolsky (attori teatrali del musical sulle lettere di Yetta)

## Confetti e... doloretti
- Titolo originale: Maggie's Wedding
- Diretto da: Fran Drescher
- Scritto da: Jayne Hamil

### Trama
Mario, il fidanzato di Maggie, sta per partire per l'Europa per alcuni mesi e chiede a Maggie di sposarlo. La ragazza accetta. Alla proposta assistono anche Maxwell e Francesca, che reagiscono in maniera opposta: Francesca ne è entusiasta, Maxwell è fortemente contrario. Nonostante l'opposizione del padre, Maggie si lascia convincere da Francesca ad organizzare la cerimonia, programmata per pochi giorni dopo. Dopo un breve colloquio, Maxwell si lascia convincere dalla profondità del legame tra la figlia e Mario e acconsente alle nozze. 
 Alla cerimonia dovrebbe partecipare anche Barbra Streisand, che è sposata con lo zio di Mario. Saputo questo, Francesca è molto eccitata. Pochi minuti prima delle nozze e dell'arrivo del suo mito più grande, Francesca accusa dei forti dolori dovuti alla sua gravidanza, che la costringono a recarsi in ospedale. Qui la rassicurano, ma le chiedono di rimanere ricoverata per un giorno. Francesca, che sa che la Streisand non rimarrà in città al lungo, protesta. Maxwell, però, la convince a rimanere in ospedale. 
 Poco dopo, con una scusa, Francesca fa allontanare Maxwell dall'ospedale e lei fugge per andare a casa a conoscere Barbra. Giunta a destinazione, però, la Cacace trova la casa vuota. Subito dopo il suo arrivo il telefono squilla, è Maxwell, in ospedale, che l'aspetta in compagnia dei promessi sposi e della Streisand. Francesca perde anche quest'occasione per vederla. 
 Il giorno successivo Maggie e Mario si sposano. 
 Nel frattempo Yetta rivela a C.C. che tutti sono a conoscenza della sua relazione con Niles. La Babcock, inizialmente irritata, diventa poi subito indifferente e vive la sua relazione alla luce del sole.
- Guest Star: Renée Taylor (zia Assunta), Rachel Chagall (Lalla), Ann Morgan Guilbert (Yetta), Andrew Levitas (Mario), Charlie Newmark (dottor Hamilton), Sue Goodman (rabbino), Loren Michaels (Barbra Streisand)

## Una bionda esplosiva
- Titolo originale: The Baby Shower
- Diretto da: Peter Marc Jacobson
- Scritto da: Howard Preiser, James Nelson e Sean Hanley

### Trama
Mentre è con Lalla allo Chatterbox, Francesca e l'amica si fanno leggere la mano dalla telefonista Libby. La ragazza predice a Lalla che presto si troverà un fidanzato, con il quale sarà eternamente felice e a Francesca che sarà felice con il marito e due meravigliosi bambini, ma che nel suo prossimo futuro vede una affascinante donna bionda a letto con il marito. Francesca si preoccupa non poco per la predizione e, quando viene a sapere che Maxwell sta per partire con C.C. per un viaggio di lavoro si fa convincere da Niles che la donna a letto con il marito sarà la Babcock. 
 In ansia per il possibile tradimento, Niles e Francesca raggiungono i due innamorati in California. Alla reception dell'albergo Francesca e Niles incontrano anche l'attrice Fran Drescher. I due discutono con l'attrice del suo divertente show su una tata e un acido maggiordomo. In seguito, Francesca raggiunge il marito in camera, ma vi trova C.C.. La donna le dice che ha cambiato camera a causa di Castagna, che ama i terrazzini come quello nella camera di Maxwell. Francesca le confessa della premonizione, ma C.C. la rassicura dicendole di non avere più interesse verso Maxwell poiché ha già trovato in Niles l'uomo della sua vita. Niles, intanto, raggiunge C.C., ma nel suo letto vi trova Maxwell. Nel momento in cui Niles si infila nel letto di Sheffield entra Francesca, che li trova a letto insieme. La tata capisce così che la bionda della premonizione altro non era che Niles. 
 A New York, intanto, anche la premonizione su Lalla si avvera. La donna si fidanza con Fred, un bislacco farmacista. 
 Brighton, invece, decide di non andare all'università ma di prendersi un anno sabbatico viaggiando per l'Europa.
- Guest Star: Renée Taylor (zia Assunta), Rachel Chagall (Lalla), Ann Morgan Guilbert (Yetta), Nancy Cassaro (Libby), Fred Stoller (Fred), Fran Drescher interpreta anche sé stessa.

## L'ultima pun... tata - 1ª parte
- Titolo originale: The Final - Part I
- Diretto da: Peter Marc Jacobson
- Scritto da: Caryn Lucas

### Trama
Il termine della gravidanza di Francesca sta per scadere e lei si sente sempre più grassa e poco attraente, anche se tutti cercano di convincerla del contrario. 
 La donna comincia anche a fare della ginnastica in compagnia delle zie Assunta e Yetta. Per distrarre la moglie, Maxwell organizza una festa per il primo anniversario del loro matrimonio. La serata è un gran successo, zio Antonio dedica anche una canzone alla nipote e Niles chiede nuovamente a C.C. di sposarlo. La donna reagisce scappando. Francesca la segue. 

 Le due si incontrano nell'ascensore e, mentre parlano della proposta di matrimonio di Niles, l'ascensore si blocca e Francesca entra in travaglio.

 Tra una contrazione e un'altra C.C. rivela a Francesca di amare Niles ma di non essere sicura di poter essere una brava moglie. Francesca cerca di convincerla e di rassicurarla, riuscendo nell'intento. Grazie alle urla di dolore causate dalle contrazioni, Niles e Maxwell si accorgono che le loro donne sono bloccate in ascensore e chiedono aiuto. 
 C.C. grida a Niles di accettare la sua proposta di matrimonio e il maggiordomo, dalla felicità, riesce a liberarle, così Francesca viene trasportata in ospedale.
- Guest Star: Renée Taylor (zia Assunta), Ann Morgan Guilbert (Yetta), Steve Lawrence (zio Antonio), Nora Dunn (dottoressa Reynolds)

## L'ultima pun... tata - 2ª parte
- Titolo originale: The Final - Part II
- Diretto da: Peter Marc Jacobson
- Scritto da: Caryn Lucas, Frank Lombardi e Peter Marc Jacobson

### Trama
Il travaglio di Francesca si rivela molto lungo, e doloroso. Tutti i parenti e Lalla la raggiungono all'ospedale e assistono al parto. Tutti riescono ad arrivare in tempo, anche gli zii Mario e Rosa. L'unico assente è zio Antonio, che cerca parcheggio. 
 C.C. rivela alla tata di sentire una forte nausea dopo la proposta di matrimonio di Niles e di essere preoccupata per questo ma Francesca la convince della forza del legame che la lega al maggiordomo e i due si sposano durante il parto. Poco dopo C.C. viene a sapere di essere incinta. 
 Al rientro dall'ospedale, Francesca, Maxwell, Grace e i gemelli, chiamati Rocco Settimio e Eve Catherine, accompagnano Maggie e Brighton all'aeroporto. I due partono per l'Europa per raggiungere Mario a Parigi. 
 Al rientro a casa Francesca e gli altri prendono i loro ultimi bagagli, prima di trasferirsi in California. Grace rivela a Francesca che Brighton le mancherà, perché senza di lui non si sentirà più molto intelligente. Prima di lasciare la casa Francesca ricorda i più bei momenti vissuti lì e, in seguito, chiude la porta, per poi tornare dopo qualche istante a prendere Yetta, chiusa per errore nel bagno.
L'episodio e la serie termina con tutti gli attori che escono da un sipario, mentre vengono presentati da una voce fuori campo ad un pubblico festoso. Dopo le presentazioni Fran Drescher ringrazia il pubblico, dicendo che non sarà facile dimenticarli e che i sei anni della tata sono stati meravigliosi.
- Guest Star: Renée Taylor (zia Assunta), Rachel Chagall (Lalla), Ann Morgan Guilbert (Yetta), Adeline Drescher (infermiera), Morty Drescher (zio Dario), Sylvie Drescher (zia Rosa), Nora Dunn (dottoressa Reynolds)